# Jennie Garth
Jennifer Eve Garth (Urbana, 3 aprile 1972) è un'attrice ed ex modella statunitense, conosciuta soprattutto per aver interpretato il ruolo di Kelly Taylor nella serie televisiva Beverly Hills 90210 e il ruolo di Valerie Tyler nella sit-com Le cose che amo di te.

## Biografia

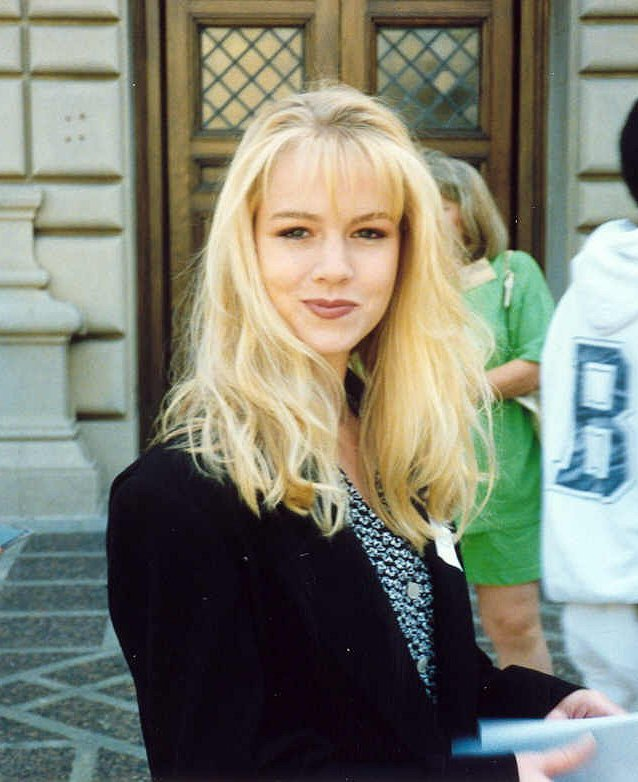
Jennie Garth agli Emmy Award 1992.

Sorella minore di sei fratelli, Jennie ha passato l'infanzia vicino ad un ranch in Illinois. A 13 anni, si trasferisce con la famiglia a Phoenix, dove studia danza e in seguito inizierà a sfilare come modella. A 17 anni durante uno spettacolo, incontra un agente che le consiglia di intraprendere la strada dello spettacolo e così, piena di speranza nonostante la giovane età, inizia assiduamente a fare audizioni. Nel 1989, dopo un'apparizione nel telefilm Genitori in blue jeans, e dopo aver sostenuto un provino per il ruolo di Kelly Kapowsky in Bayside School, Jennie ottiene la vera opportunità grazie alla serie targata Disney A Brand New Life, dove per diversi episodi interpreta Ericka McCray. Sempre per la Disney lavora in un film tv e nella serie Just Perfect all'interno del programma The Mickey Mouse Club.
Non passa nemmeno un anno, quando Aaron Spelling le affida il ruolo di Kelly Taylor in Beverly Hills 90210, personaggio che interpreta fino alla fine della serie, per ben 10 anni, e che le ha fatto guadagnare un Young Artist Awards, (premio dei giovani artisti). Pare che l'attrice che interpretava Brenda, Shannen Doherty, sia uscita dal cast perché sul set c'erano violente liti con Jennie. Tuttavia le attrici hanno fatto pubblicamente pace, dopo molti anni, prima delle riprese di 90210, spin-off di Beverly Hills, andato in onda su Rai 2 durante l'estate 2009. Nel 1992, durante la seconda stagione di Beverly Hills, Jennie gira la videocassetta per il fitness dal titolo Jennie Garth's Body in Progress, vendendo milioni di copie in tutto il mondo. Sempre nel 1992, esce la versione Barbie della Mattel del suo personaggio Kelly Taylor, insieme ai personaggi Brandon, Brenda, Dylan e Donna.

Nel dicembre 1993, Jennie approda in Italia dove promuove una linea di abbigliamento "Romance2000" e prende parte ad un fotoromanzo per il famoso magazine Cioè. Nel frattempo viene ospitata in numerosi locali di Milano, Firenze, Roma e altre città. Durante la sua permanenza in Italia, prende parte alla trasmissione di Canale 5 Buona Domenica. Si è fatta notare anche in ruoli drammatici ed impegnativi, come nel film televisivo La mia piccola donna, trasmesso in Italia su Rai 1, dove interpreta la vera storia di Laura Kellogg, accusata di aver istigato alcuni suoi amici ad uccidere il marito, colpevole di averla ripetutamente picchiata, seviziata e molestata; oppure nel film Un amore per sempre, tratto dal romanzo Star di Danielle Steel e trasmesso su Canale 5, dove interpreta una ragazza di nome Crystal dal passato difficile ma che riuscirà ad affermarsi come cantante e a trovare il suo vero amore.

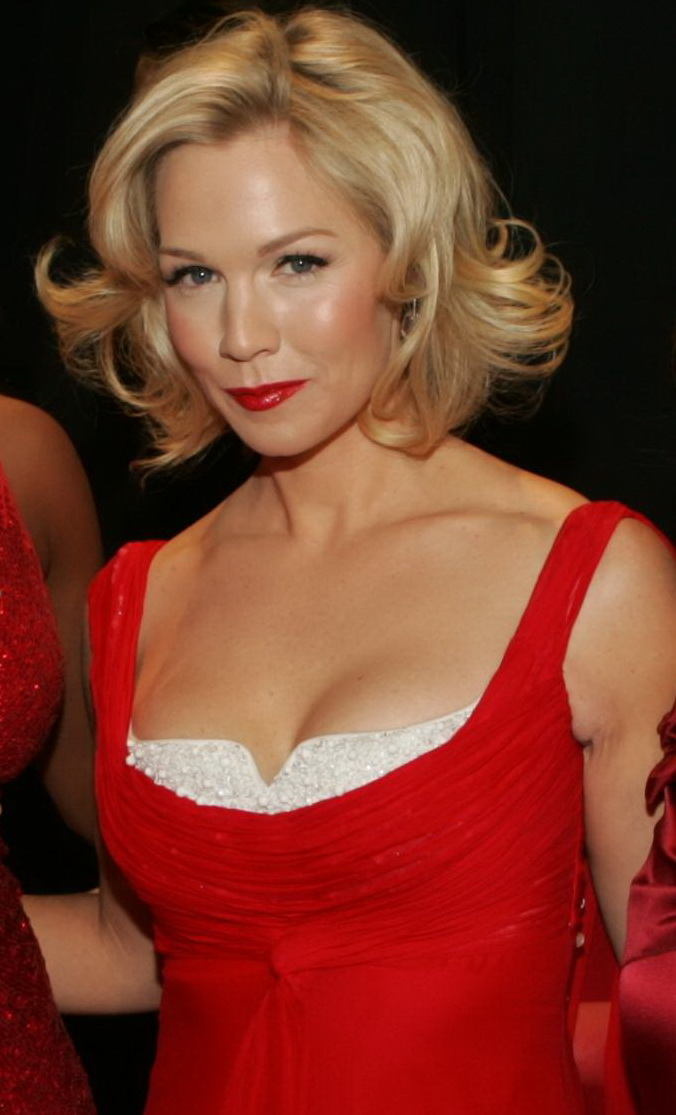
Jennie Garth al Heart Truth Fashion Show del 2009

Jennie ha lavorato poco per il cinema, possiamo trovarla in Power 98, in cui ha recitato a fianco di Eric Roberts, fratello della più famosa Julia Roberts (inedito in Italia), e in Flashpoint di e con James Brolin (uscito in Italia direttamente in VHS). 
Un altro film televisivo degno di nota è Bionda e pericolosa, uno dei ruoli maggiormente erotici dell'attrice. Sul set Jennie Garth ha conosciuto il suo secondo marito Peter Facinelli. Jennie, oltre ad essere apparsa nei primi tre episodi di Melrose Place, ha diretto due episodi di Beverly Hills 90210 e doppiato cartoni animati come American Dad!, dove presta la voce a Trudy, e il film d'animazione La vita segreta di Stewe Griffin, in cui doppia sé stessa. 
Dal 2002 al 2006 è la protagonista della sit-com Le cose che amo di te, dove interpreta il ruolo di Valerie Tyler, sorella maggiore di Holly (Amanda Bynes). La sit-com è uno dei maggiori successi del venerdì sera del canale The WB ed è ideata dallo sceneggiatore di Friends, Wil Calhoun. La serie non viene rinnovata per la quinta stagione a causa della fusione dei canali The WB e tv UPN, che danno vita al nuovo canale The CW, modificando il palinsesto. 
Ha rivesitito di nuovo i panni di Kelly Taylor nel terzo spin off di Beverly Hills, 90210, dal titolo 90210. Il suo personaggio ha avuto un discreto spazio nella prima serie e uno piccolissimo nella seconda, lasciando poi la serie alla terza stagione. Kelly in 90210 è una donna alle prese con il suo bambino, avuto da Dylan (ma Luke Perry nella serie non si vede), è la consulente scolastica del West Beverly e nel corso della serie si prenderà cura di sua sorella Silver, liceale della scuola e protagonista della serie insieme agli altri attori principali, affronterà la morte della madre Jackie, e riabbraccerà Brenda e Donna.
Nel 2005 ha partecipato al primo episodio della serie Celebrity Poker Showdown. Nel 2007 prende parte al programma Dancing with the Stars, arrivando in semifinale. Nel 2012 esce il reality sulla sua vita, intitolato Jennie Garth: A Little Bit Country.
Nel 2018, Jennie Garth e Tori Spelling decidono di riportare sul piccolo schermo Beverly Hills, 90210, riunendo parte del cast originale: Jason Priestley, Shannen Doherty, Luke Perry, Ian Ziering, Gabrielle Carteris e Brian Austin Green. A febbraio 2019, la Fox annuncia il sequel di 6 episodi da titolo BH90210. Il nome di Perry esce però di scena nella maniera più tragica, infatti il 4 marzo 2019 l'attore muore all'età di 52 anni a causa di un ictus. Nel mese di maggio esce il primo trailer che fa impazzire tutto il web e la programmazione viene fissata per agosto. Purtroppo il sequel non riprendere le storie dei loro personaggi, ma gli attori interpretano una versione esagerata e stereotipata di se stessi, andando così a creare un mokumentary, ovvero un finto documentario; il tutto raccontato in chiave ironica. Il pubblico non apprezza e la serie non viene rinnovata per una seconda stagione.

## Vita privata
Dal 1994 al 1996 è stata sposata con Daniel Clark, un musicista conosciuto nel 1992 in un locale di Los Angeles. Nel 2001 sposa l'attore Peter Facinelli, dal quale ha avuto tre figlie: Luca Bella (1997), Lola Ray (2002) e Fiona Eve (2006). Nel marzo 2012 la coppia annuncia il divorzio, divenuto effettivo nel giugno 2013. Nell'aprile 2015 si fidanza con Dave Abrams, per poi convolare a nozze l'11 luglio dello stesso anno. Nell'aprile 2018 la coppia ha annunciato la separazione, per poi riconciliarsi qualche mese dopo.
Prima del suo matrimonio con Facinelli, si è convertita al cattolicesimo ed è diventata vegetariana. Fa parte dell'associazione PETA. Nel 2013 ha condotto per la NBC un programma culinario, nel quale ha presentato esclusivamente ricette vegetariane.

## Filmografia

### Attrice

#### Cinema
- Power 98, regia di Jaime Hellman (1996)
- Flashpoint (My Brother's War), regia di James Brolin (1997)
- Telling You, regia di Robert DeFranco (1998) – cameo

#### Televisione
- Genitori in blue jeans (Growing Pains) – serie TV, episodio 5x13 (1989)
- A Brand New Life – serie TV, 6 episodi (1989-1990)
- Teen Angel Returns – serie TV (1990)
- Just Perfect, regia di Robert Gosnell – film TV (1990)
- Beverly Hills 90210 – serie TV, 292 episodi (1990-2000) – Kelly Marlene Taylor
- Melrose Place – serie TV, episodi 1x01-1x02-1x03 (1992)
- Parker Lewis – serie TV, episodio 2x22 (1992)
- Un amore per sempre (Star), regia di Michael Miller – film TV (1993)
- La mia piccola donna (Lies of the Heart: The Story of Laurie Kellogg), regia di Michael Toshiyuki Uno – film TV (1994)
- I dannati di Meadowbrook (Without Consent), regia di Ron Iscove – film TV (1994)
- Vicino all'assassino (Falling for You), regia di Eric Till – film TV (1995)
- Bionda e pericolosa (An Unfinished Affair), regia di Rod Hardy – film TV (1996)
- Innocenza perduta (A Loss of Innocence), regia di Graeme Clifford – film TV (1996)
- The $treet – serie TV, 8 episodi (2000-2001)
- Le cose che amo di te (What I Like About You) – serie TV, 86 episodi (2002-2006)
- Il mistero di Hamden (Secret Santa), regia di Ian Barry – film TV (2003)
- The Last Cowboy, regia di Joyce Chopra – film TV (2003)
- Girl, Positive, regia di Peter Werner – film TV (2007)
- 90210 – serie TV, 20 episodi (2008-2010) – Kelly Marlene Taylor
- Accidentally in Love, regia di David Burton Morris – film TV (2011)
- Un matrimonio sotto l'albero (A Christmas Wedding Tail), regia di Michael Feifer – film TV (2011)
- Village People, regia di James Widdoes – episodio pilota scartato (2012)
- L'undicesima vittima, regia di Mike Rohl – film TV (2012)
- Holidaze - Il Ringraziamento con i miei (Holidaze), regia di Jerry Ciccoritti – film TV (2013)
- Community – serie TV, episodio 4x03 (2013)
- Mystery Girls – serie TV, 10 episodi (2014)
- Ballando per amore (A Time to Dance), regia di Mike Rohl – film TV (2016)
- RuPaul's Drag Race – reality show, episodio 9x07 (2017)
- The Mick – serie TV, episodio 2x10 (2017)
- BH90210 – serie TV, 6 episodi (2019)
- Tutto per la mia famiglia (Your Family or Your Life), regia di Tom Shell – film TV (2019)
- Un Natale di cuore (A Kindehearted Christmas), regia di Alysse-Leite Rogers - film TV (2021)

### Regista
- Beverly Hills 90210 – serie TV, episodi 9x21-10x24 (1999-2000)

### Produttrice
- I dannati di Meadowbrook (Without Consent), regia di Ron Iscove – film TV (1994) – produttrice esecutiva
- Vicino all'assassino (Falling for You ), regia di Eric Till – film TV (1995) – produttrice esecutiva
- Bionda e pericolosa (An Unfinished Affair), regia di Rod Hardy – film TV (1996) – produttrice esecutiva
- Un matrimonio sotto l'albero (A Christmas Wedding Tail), regia di Michael Feifer – film TV (2011) – produttrice esecutiva
- Jennie Garth: A Little Bit Country – reality show (2012) – produttrice esecutiva
- Luca Bella: Falling, regia di Rob Arnold – cortometraggio (2012) – produttrice
- Mystery Girls – serie TV, 10 episodi (2014) – produttrice esecutiva

## Doppiatrici italiane
Nelle versioni in italiano dei suoi film, Jennie Garth è stata doppiata da:
- Lorena Bertini in Beverly Hills 90210, Melrose Place, Le cose che amo di te, Un matrimonio sotto l'albero
- Barbara De Bortoli in Un amore per sempre, Girl, Positive, Holidaze - Il Ringraziamento con i miei
- Chiara Colizzi in Vicino all'assassino, Il mistero di Hamden
- Paola Valentini in I dannati di Meadowbrook, Ballando per amore
- Deborah Ciccorelli in Tutto per la mia famiglia, Peccati fatali
- Ilaria Stagni in La mia piccola donna
- Giò Giò Rapattoni in Bionda e pericolosa
- Daniela Calò in 90210